# Rugby a 15 nel 1912

## Attività internazionale

### Tornei per nazioni
|  | Cinque Nazioni | Inghilterra e Irlanda |

### I tour
- Avvenimento dell'anno è il tour del Sudafrica in Europa che si protrae anche nel 1913.

| Inverleith 23 novembre 1912 | Scozia | 0 – 16 | Sudafrica |  |

| Dublino 30 novembre 1912 | Irlanda | 0 – 38 | Sudafrica | (Lansdowne Road) |

| Cardiff 14 dicembre 1912 | Galles | 0 – 3 | Sudafrica | Arms Park |

| Londra 4 gennaio 1913 | Inghilterra | 3 – 9 | Sudafrica | (Twickenham) |

| Bordeaux 11 gennaio 1913 | Francia | 5 – 38 | Sudafrica |  |

- L'Australia si reca in Tour negli USA, disputando un solo test match:

| Arbitro: | L Reading |

|          |      |                            |
| Harrigan | mt   | Carroll, Meibusch Richards |
| Erb      | tr   |                            |
| Erb      | c.p. | Prentice                   |

## I Barbarians
I Barbarians disputano i seguenti incontri :
| Penarth 5 aprile 1912 | Penarth RFC | 3 – 0 | Barbarians |  |

| Cardiff 6 aprile 1912 | Cardiff RFC | 16 – 9 | Barbarians | Arms Park |

| Swansea 8 aprile 1912 | Swansea RFC | 12 – 8 | Barbarians | (Saint Helen's) |

| Cheltenham 9 aprile 1912 | Cheltenham | 6 – 10 | Barbarians |  |

| Cardiff 26 dicembre 1912 | Cardiff RFC | 18 – 5 | Barbarians | Arms Park |

| Leicester 30 dicembre 1912 | Leicester Tigers | 15 – 11 | Barbarians | (Welford Road) |

## Campionati nazionali
| Francia              | Campionato              | Stade Toulousain            |
| Inghilterra          | Campionato delle contee | Devon                       |
| Nuovo Galles del Sud | Shute Shield            | Glebe                       |
| Nuova Zelanda        | Ranfurly Shield         | Auckland detentore dal 1905 |